# Henrik Zetterberg
Henrik Zetterberg (Njurunda, 9. listopada 1980.) švedski je profesionalni hokejaš na ledu. Lijevoruki je napadač i igra na poziciji lijevog krila. Zamjenski je kapetan momčadi Detroit Red Wings iz National Hockey League (NHL). Član je Triple Gold kluba, gdje spadaju igrači koji su osvojili Stanleyjev kup, svjetsko zlato i olimpijsko zlato. Zetterberg je u sezoni 2007./08. uzeo naslov u NHL-u, a svjetsko i olimpijsko zlato osvojio je sa švedskom reprezentacijom 2006. godine. 

## National Hockey League

### Detroit Red Wings
Zetterberg je draftiran od strane Detroita u sedmoj rundi kao 210. izbor drafta 1999. Dolaskom u NHL Zetterbeg je već u drugoj utakmici protiv Mighty Ducksa postigao je svoj prvi NHL gol. Iako je u bodovima predvodio sve novake u ligi (44), završio je na drugom mjestu u utrci za Calder Trophy. Lom noge sljedeće sezone spriječio je Zetterberga da ponovi dobru sezonu, propustivši 21 utakmicu, dok se zbog štrajka igrača godinu kasnije preselio u Timru IK iz švedske Elitserien. 
Nakon jednogodišnje pauze NHL se vratio u rutinu, a Zetterberg je postao njegova nova zvijezda. Već se u prvim utakmica sezone 2005./06. dokazao kao vrstan i velik strijelac, upisavši 10. listopada gol i tri asistencije protiv Calgaryja, i uz Pavela Dacjuka bio najefikasniji igrač Red Wingsa tijekom sezone. Na njihovim "krilima" i sljedeće sezone sjajno je igrao Detroit. U siječnju 2007. Zetteberg je prvi put u karijeri uvršten u momčad Zapada na NHL All-Star susretu u Dallasu. I nakon All-Stara nastavio je visokoj formi, kada je protiv Flamesa bio dvostruki strijelac i upisao dvije asistencije. Početkom sezone 2007./08. iako je igrao ozljeđen Zetterberg je bio vodeći strijelac lige s 15 bodova u 8 utakmica. 8. prosinca 2007. Zetteberg je domaćoj pobjedi Detorita nad Minnesotom postigao drugi hat-trick u karijeri. U siječnju 2008. po drugi puta u karijeri, zajedno s Dacjukom izglasan je u startnu momčad Zapada za All Star utakmicu u Atlanti. Do sredine veljače 2008. bio je četvrti strijelac lige s 35 pogodaka, dok je mjesec dana kasnije u pobjedi Detroita kod kuće (3:1) nad Columbusom, Zetteberg postigao treći hat-trick u karijeri. Na kraju je početkom travnja donio svojim golom Detroitu pobjedu nad Columbusom i osigurao Presidents Trophy kojeg dobiva momčad koja završi sezonu s najviše bodova (113). Ne samo da je Detroit imao odličnu sezonu, nego je imao i Zetterberg, skupivši 92 boda i time se našo u Top 10 po broju ostvarenih bodova, te bio nominiran za Selke Trophy kojeg dobiva najbolji defenzivni napadač u ligi. U doigravanju 2008. Zetterberg je bio skupio 27 bodova, od toga čak 14 golova i vodio Red Wingse do novog naslova NHL prvaka nakon što su u šest utakmica finala slavili protiv Pittsburgha. Kao priznanje svemu tome, Zetterberg je na kraju osvojio Conn Smythe Trophy za najkorisniji igrač doigravanja. Nakon odlične prošle sezone vlasnici i generalni menadžer Detroita imali su zadaću ponovo potpisati Zetterberga. Posao je sklopljen krajem siječnja 2009. kada je Zetterberg potpisao najveći ugovor u povijesti Detroita. Ugovor na dvanaest godina vrijedan 73 milijuna dolara. Mjesec dana kasnije u Detroitu su gostovali San Jose Sharksi, a Zetterberg će pamtiti tu utakmicu kada je otklonio dvojbe oko pobjednika početkom druge trećine fenomenalnim pogotkom. U trenutku dok su gosti s igračem više na ledu tražili hvatanje priključka, Zetterberg je "ukrao" pločicu, sjurio se s njom u kontru, da bi onda piruetom izbacio iz igre svog čuvara i pogodio mrežu Nabokova. Dvadeset dana kasnije, u ožujku 2009. Zetterberg je na gostovanju kod Atlante upisao rekordnih četiri asistencije. U doigravanju 2009. ponovo je vodio Red Wingse do finala Stanleyjeva kupa, gdje su se ponovo susreli s Pittsburghom, koji je na kraju u sedam utakmica finala bio uspješniji.
15. studenog 2009. Detroit je svladao kod kuće Anaheim i Zetterberg je postigao novi, svoj četvrti hat-trick u karijeri, a još je tome pridodao i dvije asistencije. Sredinom prosinca 2009. u pobjedi nad Tampom se ozlijedio, dok se na led vratio u gostovanju kod Los Angelesa, 8. siječnja 2010.

## Nagrade

### NHL
| Nagrada                  | Godina               |
| ------------------------ | -------------------- |
| Stanleyjev kup pobjednik | 2007./08.            |
| Conn Smythe Trophy       | 2007./08.            |
| NHL All-Star utakmica    | 2006./07., 2007./08. |
| Druga All-Star momčad    | 2007./08.            |

## Statistika karijere

### Klupska statistika
| 2000./01.       | Timrå IK          | SEL             | 47  | 15  | 31  | 46  | 24  | —               | —               | —               | —               | —               |                 |                 |                 |                 |                 |                 |                 |                 |                 |                 |                 |                 |                 |                 |                 |                 |                 |                 |                 |                 |                 |                 |                 |                 |                 |                 |                 |                 |                 |                 |                 |                 |                 |                 |                 |
| 2001./02.       | Timrå IK          | SEL             | 48  | 10  | 22  | 32  | 20  | —               | —               | —               | —               | —               |                 |                 |                 |                 |                 |                 |                 |                 |                 |                 |                 |                 |                 |                 |                 |                 |                 |                 |                 |                 |                 |                 |                 |                 |                 |                 |                 |                 |                 |                 |                 |                 |                 |                 |                 |
| 2002./03.       | Detroit Red Wings | NHL             | 79  | 22  | 22  | 44  | 8   | 4               | 1               | 0               | 1               | 0               |                 |                 |                 |                 |                 |                 |                 |                 |                 |                 |                 |                 |                 |                 |                 |                 |                 |                 |                 |                 |                 |                 |                 |                 |                 |                 |                 |                 |                 |                 |                 |                 |                 |                 |                 |
| 2003./04.       | Detroit Red Wings | NHL             | 61  | 15  | 28  | 43  | 14  | 12              | 2               | 2               | 4               | 4               |                 |                 |                 |                 |                 |                 |                 |                 |                 |                 |                 |                 |                 |                 |                 |                 |                 |                 |                 |                 |                 |                 |                 |                 |                 |                 |                 |                 |                 |                 |                 |                 |                 |                 |                 |
| 2004./05.       | Timrå IK          | SEL             | 50  | 19  | 31  | 50  | 24  | 7               | 6               | 2               | 8               | 2               |                 |                 |                 |                 |                 |                 |                 |                 |                 |                 |                 |                 |                 |                 |                 |                 |                 |                 |                 |                 |                 |                 |                 |                 |                 |                 |                 |                 |                 |                 |                 |                 |                 |                 |                 |
| 2005./06.       | Detroit Red Wings | NHL             | 77  | 39  | 46  | 85  | 30  | 6               | 6               | 0               | 6               | 2               |                 |                 |                 |                 |                 |                 |                 |                 |                 |                 |                 |                 |                 |                 |                 |                 |                 |                 |                 |                 |                 |                 |                 |                 |                 |                 |                 |                 |                 |                 |                 |                 |                 |                 |                 |
| 2006./07.       | Detroit Red Wings | NHL             | 63  | 33  | 35  | 68  | 36  | 18              | 6               | 8               | 14              | 12              |                 |                 |                 |                 |                 |                 |                 |                 |                 |                 |                 |                 |                 |                 |                 |                 |                 |                 |                 |                 |                 |                 |                 |                 |                 |                 |                 |                 |                 |                 |                 |                 |                 |                 |                 |
| 2007./08.       | Detroit Red Wings | NHL             | 75  | 43  | 49  | 92  | 34  | 22              | 13              | 14              | 27              | 16              |                 |                 |                 |                 |                 |                 |                 |                 |                 |                 |                 |                 |                 |                 |                 |                 |                 |                 |                 |                 |                 |                 |                 |                 |                 |                 |                 |                 |                 |                 |                 |                 |                 |                 |                 |
| 2008./09.       | Detroit Red Wings | NHL             | 71  | 31  | 42  | 73  | 36  | 23              | 11              | 13              | 24              | 13              |                 |                 |                 |                 |                 |                 |                 |                 |                 |                 |                 |                 |                 |                 |                 |                 |                 |                 |                 |                 |                 |                 |                 |                 |                 |                 |                 |                 |                 |                 |                 |                 |                 |                 |                 |
| 2009./10.       | Detroit Red Wings | NHL             | 53  | 16  | 32  | 48  | 18  | sezona u tijeku | sezona u tijeku | sezona u tijeku | sezona u tijeku | sezona u tijeku | sezona u tijeku | sezona u tijeku | sezona u tijeku | sezona u tijeku | sezona u tijeku | sezona u tijeku | sezona u tijeku | sezona u tijeku | sezona u tijeku | sezona u tijeku | sezona u tijeku | sezona u tijeku | sezona u tijeku | sezona u tijeku | sezona u tijeku | sezona u tijeku | sezona u tijeku | sezona u tijeku | sezona u tijeku | sezona u tijeku | sezona u tijeku | sezona u tijeku | sezona u tijeku | sezona u tijeku | sezona u tijeku | sezona u tijeku | sezona u tijeku | sezona u tijeku | sezona u tijeku | sezona u tijeku | sezona u tijeku | sezona u tijeku | sezona u tijeku | sezona u tijeku | sezona u tijeku |
| Sveukupno - NHL | Sveukupno - NHL   | Sveukupno - NHL | 585 | 199 | 254 | 453 | 176 | 85              | 39              | 37              | 76              | 47              |                 |                 |                 |                 |                 |                 |                 |                 |                 |                 |                 |                 |                 |                 |                 |                 |                 |                 |                 |                 |                 |                 |                 |                 |                 |                 |                 |                 |                 |                 |                 |                 |                 |                 |                 |

### Reprezentacija
| Godina              | Reprezentacija      | Natjecanje          |    | OU | G  | A  | Bod | KM |
| ------------------- | ------------------- | ------------------- | -- | -- | -- | -- | --- | -- |
| 2001.               | Švedska             | SP                  | 9  | 1  | 3  | 4  | 2   |    |
| 2002.               | Švedska             | ZOI                 | 4  | 0  | 1  | 1  | 0   |    |
| 2002.               | Švedska             | SP                  | 9  | 0  | 7  | 7  | 4   |    |
| 2003.               | Švedska             | SP                  | 9  | 3  | 4  | 7  | 2   |    |
| 2004.               | Švedska             | SK                  | 4  | 1  | 1  | 2  | 4   |    |
| 2005.               | Švedska             | SP                  | 9  | 2  | 4  | 6  | 4   |    |
| 2006.               | Švedska             | ZOI                 | 8  | 3  | 3  | 6  | 0   |    |
| 2006.               | Švedska             | SP                  | 8  | 2  | 3  | 5  | 6   |    |
| Sveukupno - Seniori | Sveukupno - Seniori | Sveukupno - Seniori | 52 | 10 | 23 | 33 | 16  |    |

## Vanjske poveznice
- Službena stranica
- Profil na NHL.com
- Profil na The Internet Hockey Database